# كلايتون جاكوبسون الثاني
كلايتون جاكوبسون الثاني (بالإنجليزية: Clayton Jacobson II)‏ هو مخترع أمريكي، ولد في 12 أكتوبر 1933 في بورتلاند في الولايات المتحدة، يُنسب له تطوير الدراجة المائية.